# (101721) Emanuelfritsch
(101721) Emanuelfritsch est un astéroïde de la ceinture principale.

## Description
(101721) Emanuelfritsch est un astéroïde de la ceinture principale. Il fut découvert le 13 mars 1999 à l'Observatoire Kleť par Jana Tichá et Miloš Tichý. Il présente une orbite caractérisée par un demi-grand axe de 3,12 UA, une excentricité de 0,12 et une inclinaison de 14,2° par rapport à l'écliptique.

## Compléments